# Gewandhausorchester

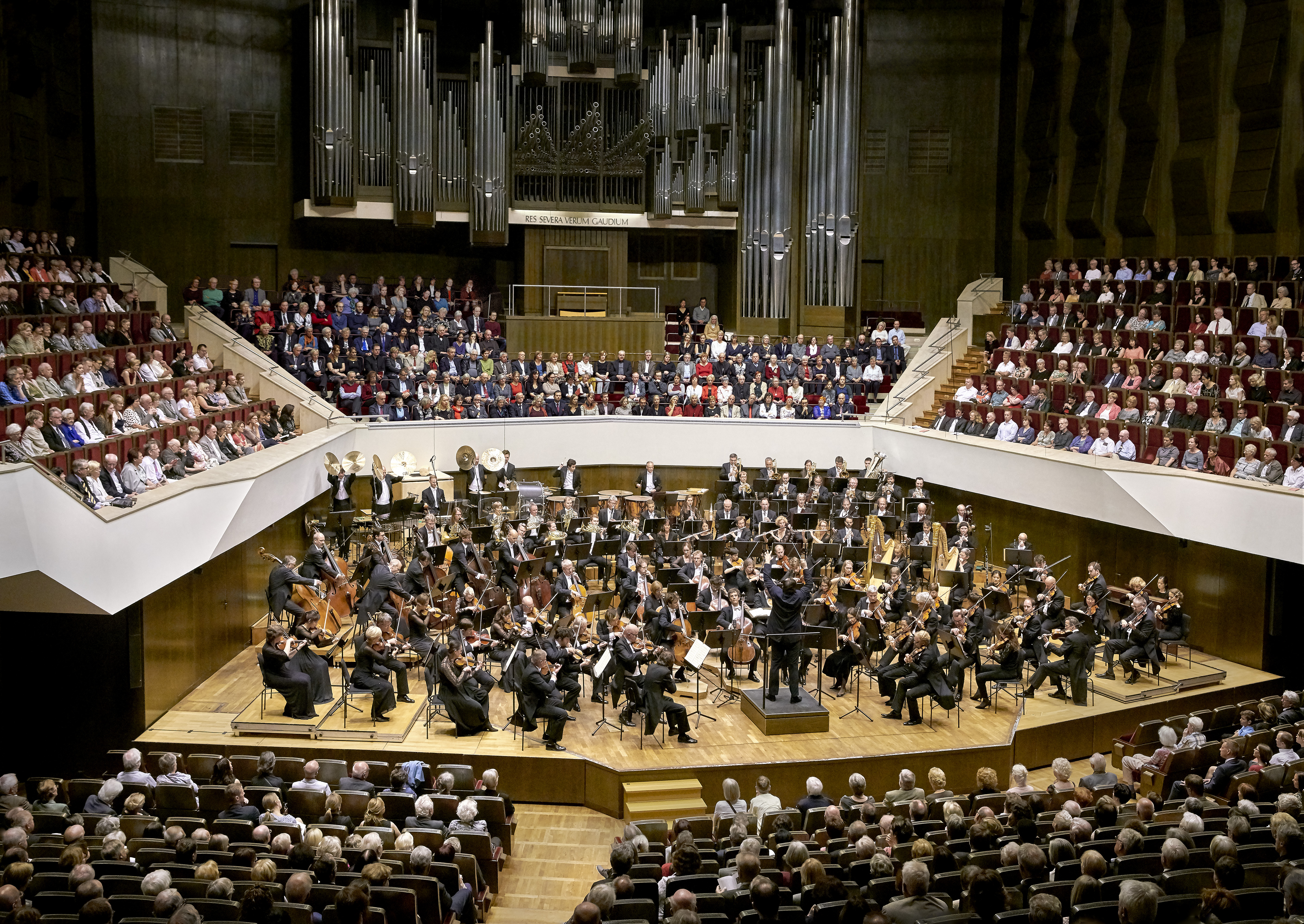
Das Gewandhausorchester im Großen Saal des Gewandhauses unter der Leitung von Andris Nelsons (2017).

Das Gewandhausorchester (früher selbst als Gewandhausorchester Leipzig bezeichnet) ist ein Sinfonieorchester mit Sitz in Leipzig. Es gehört international zu den führenden Orchestern und gilt mit derzeit etwa 185 Berufsmusikern als weltweit größtes Berufsorchester. Zugleich ist es das älteste bürgerliche Konzertorchester im deutschsprachigen Raum. Die Chefdirigenten des Gewandhausorchesters tragen traditionell den Titel „Gewandhauskapellmeister“. Seit Februar 2018 ist Andris Nelsons Gewandhauskapellmeister.

## Tätigkeiten und Charakteristik
Das Gewandhausorchester hat gegenwärtig drei verschiedene Verpflichtungen und drei regelmäßige Spielstätten in Leipzig: Es spielt als Konzertorchester im Gewandhaus, als Opernorchester im Opernhaus Leipzig sowie seit 1840 als Kirchenmusikorchester in den Leipziger Stadtkirchen, insbesondere in der Thomaskirche als Begleiter des Thomanerchors. Im Gewandhaus gibt das Orchester jährlich 48 Sinfoniekonzerte und 20 Sonderkonzerte sowie 12 Kammermusikabende.
Das Gewandhausorchester zählt zu den renommiertesten Klangkörpern der Welt. Seinen Ruf erwarb es sich durch die herausragende musikalische Qualität, die durch namhafte Kapellmeister geprägt wurde, und auch durch zahlreiche Gastspiele und Tourneen weltweit, vor allem in Japan und Nordamerika.
Das Gewandhausorchester zeichnet sich durch einen dunklen, warmen, romantisch geprägten Streicherklang aus. Gewandhausdirektor Andreas Schulz beschreibt den sogenannten Gewandhausklang als „sehr dunklen, erdfarbenen, dennoch sehr transparenten“ Klang und als „satten, vollen, fast schon etwas basslastigen Streichersound“. Der Solocellist Christian Giger schreibt dem Gewandhausklang ebenfalls eine „reiche Tiefe“ zu. Laut Konzertmeister Frank-Michael Erben wird dieser besondere Streicherklang gern mit dem Charakter eines tiefroten Bordeaux-Weins verglichen. Er entstehe einerseits spieltechnisch durch die Bogenführung und einen bestimmten Umgang mit dem Vibrato, andererseits durch eine Aufwertung der tiefen Stimmen (Kontrabässe und Celli) als starkes Fundament des Orchesterklangs. Durch Anpassung der höheren Stimmgruppen werde auch deren Ton wärmer, besonders bei den Bratschen. Der warme Streicherklang werde durch die deutschen Posaunen harmonisch ergänzt. Seit der Mitte des 19. Jahrhunderts wird dieses Klangideal durch die Lehrtätigkeit von Mitgliedern des Gewandhausorchesters an der Hochschule für Musik und Theater „Felix Mendelssohn Bartholdy“ Leipzig gefördert und innerhalb des Orchesters von den erfahrenen Musikern an neue Orchestermitglieder weitergegeben. Besonders geprägt und konserviert wurde der Gewandhausklang unter Kurt Masur (Gewandhauskapellmeister von 1970 bis 1996).
Eine weitere Besonderheit ist das Musizieren in deutscher Aufstellung; diese wurde Ende der 1990er Jahre von Herbert Blomstedt im Gewandhausorchester wiedereingeführt.
Im Großen Saal des Neuen Gewandhauses wird die Wahrnehmbarkeit des Orchesters für schwerhörige Menschen mit kompatiblem Hörgerät mit Hilfe einer induktiven Höranlage auf rund 1.900 Sitzplätzen verbessert bzw. ermöglicht.

## Geschichte

### Gründung

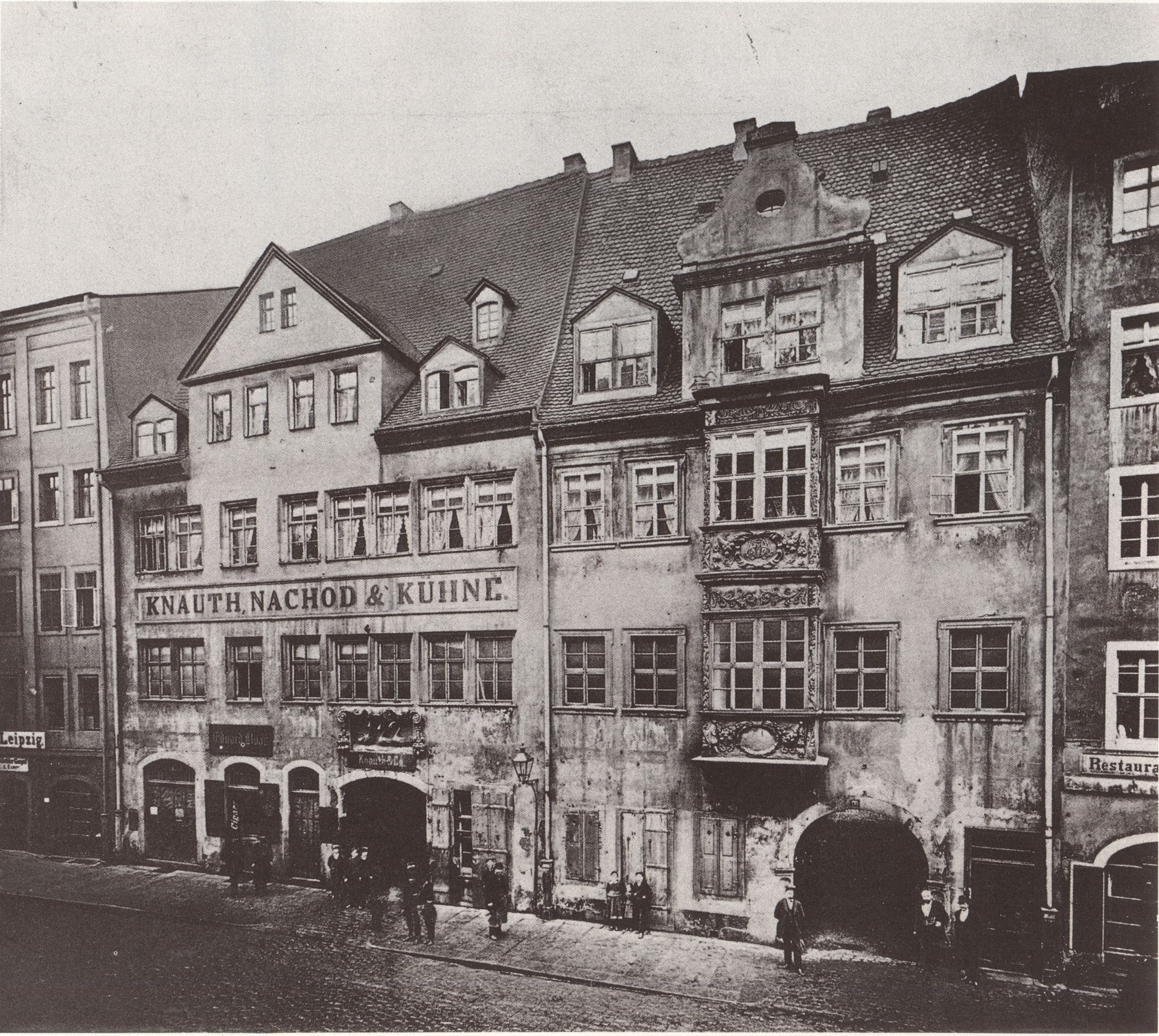
Ehemaliger Gasthof Zu den drey Schwanen am Brühl (links), wo die ersten „Großen Concerte“ stattfanden

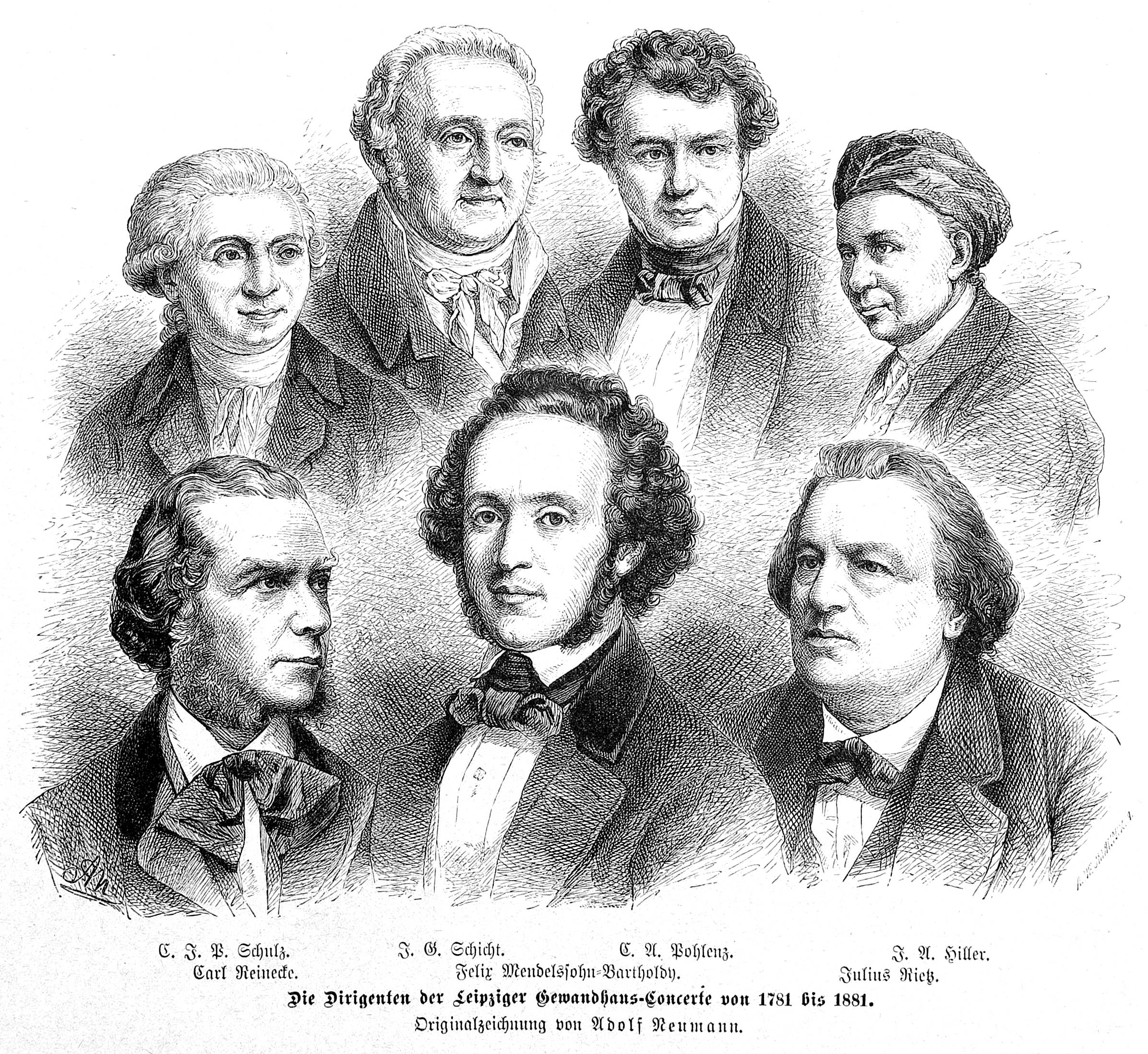
Dirigenten der Gewandhaus-Konzerte 1781–1881:
hinten (von links) J. P. C. Schulz, J. G. Schicht, C. A. Pohlenz, J. A. Hiller; vorne Carl Reinecke, Felix Mendelssohn Bartholdy, Julius Rietz

Die historischen Wurzeln des Gewandhausorchesters reichen bis ins Jahr 1479 zurück, als der Rat der Stadt Leipzig für die musikalische Begleitung städtischer Feste, später auch für Gottesdienste und Theateraufführungen Kunstpfeifer (später Stadtpfeifer) anstellte.
1743 finanzierten 16 Leipziger Kaufleute 16 Musiker, denen unter anderem Stadtpfeifer angehörten, zur Gründung einer musikalischen Gesellschaft, dem Leipziger Concert, deren erstes Konzert am 11. März 1743 stattfand. Daher gilt das Gewandhausorchester als das älteste dem Bürgertum entwachsene, also nicht-höfische Konzertorchester im deutschsprachigen Raum.

### Erste Spielstätten
Zunächst fanden die Konzerte in Bürgerhäusern, später wegen des großen Zuspruchs im Gasthof Zu den drey Schwanen am Brühl 84 (später Nr. 7) statt. Der Name Großes Concert wurde geläufig, so sind heute noch die Leipziger Konzerte des Gewandhausorchesters benannt.
Auf Initiative des amtierenden Bürgermeisters wurde 1780–1781 der Dachboden des Gewandhauses, des Messehauses für Tuchwarenhändler (heute steht dort das Städtische Kaufhaus) in einen repräsentativen Konzertsaal umgebaut. Im November fand das erste Gewandhauskonzert statt. Das Orchester, damals 32 Mann stark, hatte nun seine erste feste Spielstätte. 1782 wurde der Saal nochmals umgebaut. An der Stirnseite des Saales war der Spruch des jüngeren Seneca Res severa est verum gaudium zu lesen (Wahre Freude ist eine ernste Sache), der zum Leitspruch des Gewandhausorchesters wurde.

### Ausweitung der Aufgaben
In dem Orchester spielten auch beim Theater engagierte Musiker, was die Bezeichnung Gewandhaus- und Theaterorchester etablierte. Einige der Orchestermitglieder wurden zusätzlich zu den Stadtpfeifern für die Kirchenmusik verpflichtet. 1840 wurde das Orchester als Stadtorchester anerkannt und war von da an auch für die Kirchenmusik verantwortlich. Seit dieser Zeit fungiert das Gewandhausorchester als Leipziger Opernorchester, als Konzertorchester und als kirchenmusikalisches Orchester u. a. zur Begleitung des Thomanerchores.
Leipzigs Ruf als Musikstadt beruht zu einem wesentlichen Teil auf dem Wirken des Gewandhausorchesters. Viele bedeutende musikalische Werke fanden durch das Orchester ihre Uraufführung. Hervorragende nationale und internationale Solisten traten im Alten Gewandhaus auf, so Wolfgang Amadeus Mozart, Robert Schumann, Clara Schumann, Carl Maria von Weber, Niccolò Paganini, Franz Liszt, Hector Berlioz, Frédéric Chopin, Gewandhauskapellmeister Felix Mendelssohn Bartholdy, Richard Wagner und Johannes Brahms.

### Neues Theater und Neues Concerthaus
1868 wurde das Neue Theater am Augustusplatz eingeweiht, nachdem das alte Komödienhaus zu klein geworden war. Damit konnten reicher ausgestattete Opern aufgeführt werden.
Nachdem auch die Erweiterungen des Gewandhauses aufgrund des Besucherandrangs und des gewachsenen Orchesters nicht ausreichten, wurde das Neue Concerthaus (auch Neues Gewandhaus genannt) zwischen Beethoven- und Mozartstraße errichtet, in welches das Gewandhausorchester 1884 umzog. In der Umgebung dieses zweiten Gewandhauses entstand in der Folgezeit ein neues Stadtviertel, das sogenannte Musikviertel. Das Neue Gewandhaus, das neben dem großen Saal auch einen Kammermusiksaal besaß, wurde durch seine vorzügliche Akustik weltberühmt. Dies führte dazu, dass eine bis heute erhaltene (vergrößerte) Kopie des Gebäudes als Konzerthaus in Boston errichtet wurde. Im Leipziger Konzerthaus dirigierten u. a. Johannes Brahms, Peter Tschaikowski, Edvard Grieg, Richard Strauss und Anton Bruckner.
1916 wurde das Orchester in die Schweiz eingeladen und führte daraufhin mitten im Ersten Weltkrieg seine erste Auslandstournee durch. Es folgten zwei weitere Reisen in die Schweiz und 1931 die erste Europatournee.
Beim großen Luftangriff 1943 wurde das Neue Concerthaus durch Bomben getroffen und brannte aus. Die von den Orchesterwarten fürsorglich in die Keller verbrachten orchestereigenen Musikinstrumente blieben erhalten. Die äußerlich intakte und mit einem Notdach gesicherte Ruine wurde im März 1968 abgerissen. Auch das Neue Theater wurde bei den Bombenangriffen zerstört.

### Neues Opernhaus und drittes Gewandhaus

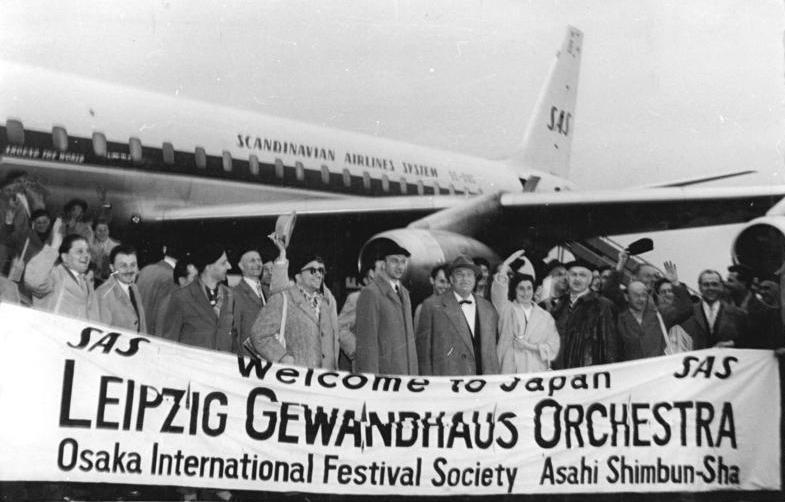
Ankunft des Orchesters auf dem Flughafen Tokio am 12. April 1961, der Beginn einer vierwöchigen Konzertreise in Japan

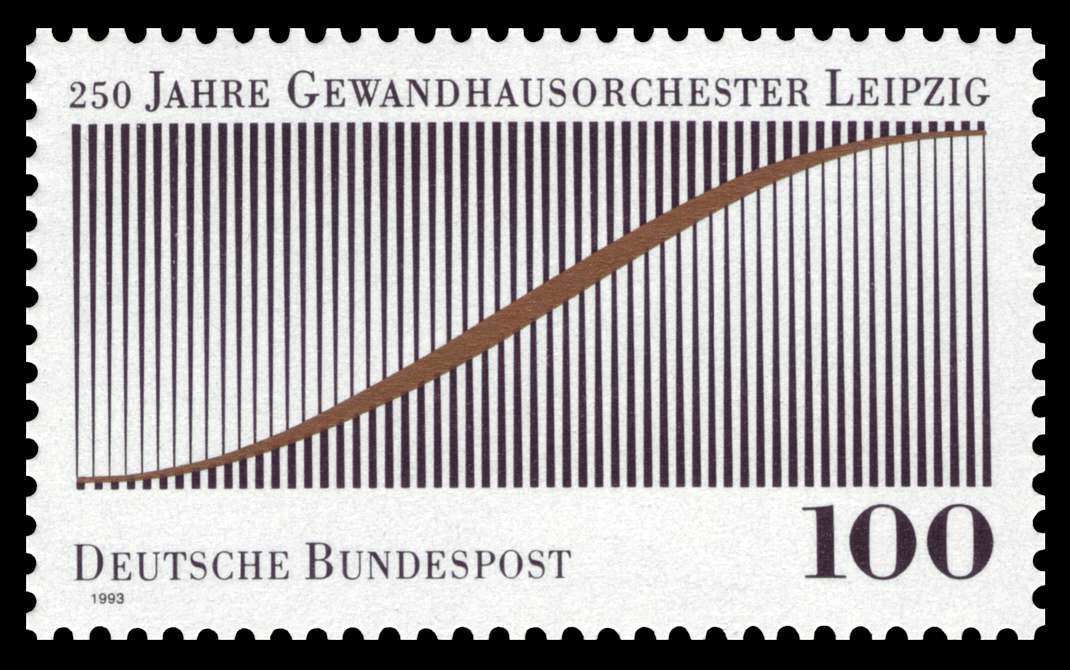
Sonderbriefmarke der Deutschen Bundespost zum 250. Jubiläum

Nach 1945 gastierte das Gewandhausorchester zunächst in einem Varieté, dann in einem Filmtheater und ab 1947 bis 1981 in der Kongreßhalle an der Pfaffendorfer Straße.
1960 wurde das Neue Opernhaus Leipzig am Karl-Marx-Platz eingeweiht. 1977 begann auf der gegenüberliegenden Seite des Platzes der Bau eines modernen Konzerthauses, das wiederum Neues Gewandhaus genannt wurde. Die Entwürfe zu diesem dritten Gewandhaus-Bau stammten von Rudolf Skoda (mit Eberhard Göschel, Volker Sieg und Winfried Sziegoleit). 1981 wurde das neue Konzerthaus eingeweiht, in welchem das Gewandhausorchester seitdem seinen Sitz hat. Der Neubau einer dem Orchester angemessenen, eigenen Spielstätte geht insbesondere auf das starke Engagement des damaligen Gewandhauskapellmeisters Kurt Masur zurück, der bei der DDR-Führung die einzige Neuerrichtung eines reinen Konzerthauses in der DDR durchsetzte.
In dieser Zeit weitete das Orchester auch seine Konzertreisen ins Ausland aus. 1960 unternahm es seine erste Japantournee, 1974 die erste USA-Tournee, 1980 die erste Konzertreise nach Südamerika und 2003 die erste Reise nach Australien.
Anlässlich des 225-jährigen Jubiläums des Gewandhausorchesters entwarf der Grafiker Hellmuth Tschörtner 1967 ein Festsignet. Dieser geschwungene Schriftzug, das sogenannte Tschörtnersche Signet, wurde in den Folgejahren in verschiedenen Versionen als Logo für Gewandhausorchester und Gewandhaus verwendet. Mit Beginn der Saison 2015/2016 am 28. August 2015 wurde das Corporate Design des Gewandhauses neu gestaltet, dabei wurde das Tschörtnersche Signet von der Hamburger Agentur Karl Anders modernisiert.
Im Jahresbericht 2012 des Sächsischen Rechnungshofes wurden die wachsenden Kosten kritisiert. Insbesondere wurde gerügt, dass die per Haustarifvertrag geregelte Vergütung der Musiker weit über den üblichen vom Deutschen Bühnenverein ausgehandelten Tarifverträgen liegt, während die vorgesehene dienstliche Auslastung nicht erreicht wurde. Es wurde auch gerügt, dass die Bezüge des Gewandhausdirektors „erheblich“ über denen des Oberbürgermeisters und eines sächsischen Staatsministers lägen. Zudem wurde bekannt, dass die Tourneen des Orchesters finanzielle Defizite verursachen.
Im Jahr 2018 konnte das Gewandhausorchester bereits auf eine 275-jährige Geschichte zurückblicken. Anlässlich dieses Jubiläums erschien im Verlag Klaus-Jürgen Kamprad ein zweibändiges Werk zur Geschichte des Orchesters. Die neue Chronik ersetzte die zuvor gebräuchliche Chronik des Orchesters, die zum 250. Jubiläum im Jahr 1993 erschienen war.
2023 wurde auf Initiative von Gewandhausdirektor Prof. Andreas Schulz die „Stiftung Zukunft Gewandhaus zu Leipzig“ ins Leben gerufen. Im Rahmen einer konstituierenden Sitzung wurde die Stiftung am 2. November 2023 gegründet und am 7. Dezember 2023 von der Stiftungsbehörde der Landesdirektion Sachsen als rechtsfähig anerkannt. Die Förderstiftung bürgerlichen Rechts mit Sitz in Leipzig soll als zeitgemäße Komplettierung und als langfristig tragende Säule der Finanzarchitektur des Gewandhauses die Zukunft des Konzerthauses und seines Orchesters sowie deren stetige Weiterentwicklung sichern. Der satzungsmäßige Zweck der Stiftung ist die Förderung von Kunst und Kultur, insbesondere Musik, des internationalen und nationalen kulturellen Austauschs sowie die Förderung der musikalischen Bildung, Erziehung und Musikvermittlung für alle Alters- und Zielgruppen, die Förderung der Wissenschaft und Forschung und die Förderung mildtätiger Zwecke.

### Uraufführungen (Auswahl)
19. Jahrhundert
- Ludwig van Beethoven: Tripelkonzert (1808)
- Clara Schumann: Klavierkonzert a-Moll op. 7 (1835)
- Franz Schubert: Große Sinfonie in C-Dur (1839)
- Robert Schumann: Sinfonie Nr. 1 – „Frühlingssinfonie“ (1841)
- Felix Mendelssohn Bartholdy: 3. Sinfonie (1842)
- Richard Wagner: Meistersinger-Vorspiel (1862)
- Johannes Brahms: Ein deutsches Requiem (1869)
- Johannes Brahms: Violinkonzert D-Dur (1879)
- Anton Bruckner: Sinfonie Nr. 7 (1884)
- Théodore Gouvy: 6. Sinfonie (1893)[15]

20. Jahrhundert
- Fritz Geißler: Zweite Sinfonie (1965)
- Siegfried Thiele: Gesänge an die Sonne (1981)
- Alfred Schnittke: Sinfonie Nr. 3 (1981)
- Gija Kantscheli: Lichte Trauer (1986)
- Hans Werner Henze: Seconda Sonata per Archi (1996)

## Dirigenten

### Gewandhauskapellmeister
Die Chefdirigenten des Gewandhausorchesters tragen traditionell den Titel des Gewandhauskapellmeisters. Von 2005 bis 2016 hatte Riccardo Chailly diese Position inne. Im September 2015 wurde Andris Nelsons als Nachfolger Chaillys ausgewählt. Am 1. Februar 2018 trat Nelsons sein Amt als 21. Gewandhauskapellmeister an. Die bisherigen Gewandhauskapellmeister waren:
1. 1781–1785: Johann Adam Hiller
2. 1785–1810: Johann Gottfried Schicht
3. 1810–1827: Johann Philipp Christian Schulz
4. 1827–1835: August Pohlenz
5. 1835–1847: Felix Mendelssohn Bartholdy
6. 1841/1842, 1852–1854: Ferdinand David
7. 1843/1844: Ferdinand von Hiller
8. 1844–1848: Niels Wilhelm Gade
9. 1848–1860: Julius Rietz
10. 1860–1895: Carl Reinecke
11. 1895–1922: Arthur Nikisch
12. 1922–1928: Wilhelm Furtwängler
13. 1929–1933: Bruno Walter
14. 1934–1945: Hermann Abendroth
15. 1946–1948: Herbert Albert
16. 1949–1962: Franz Konwitschny
17. 1964–1968: Václav Neumann
18. 1970–1996: Kurt Masur
19. 1998–2005: Herbert Blomstedt
20. 2005–2016: Riccardo Chailly
21. seit 2018: Andris Nelsons

### Ehrendirigenten
- Kurt Masur (1996–2015)
- Herbert Blomstedt (seit 2005)

## Kammermusik-Ensembles
Vier teils sehr traditionsreiche Kammermusik-Ensembles, die sich aus Mitgliedern des Gewandhausorchesters zusammensetzen, tragen den vom Gewandhauskapellmeister verliehenen Zusatz „Gewandhaus“ in ihrem Namen:
- das Gewandhaus-Quartett (gegründet 1808),
- das Gewandhaus-Bläserquintett (gegründet 1896)
- das Gewandhaus Brass Quintett (gegründet 2005),
- das 1993 erstmals und im Jahr 2011 wieder neu formierte Gewandhaus-Oktett.

Darüber hinaus wirken Mitglieder des Orchesters auch in zahlreichen weiteren Kammermusikgruppen mit.
Aus Musikern des Gewandhausorchesters rekrutiert sich auch das Bachorchester zu Leipzig.

## Orchesterakademie
Zur Saison 2004/2005 riefen das Gewandhausorchester und die Hochschule für Musik und Theater „Felix Mendelssohn Bartholdy“ Leipzig (HMT Leipzig) die Mendelssohn-Orchesterakademie ins Leben.
Damit wurde die von Felix Mendelssohn Bartholdy initiierte, tradierte Verbindung zwischen der ältesten Musikhochschule Deutschlands und dem ältesten bürgerlichen Orchester Deutschlands wiederbelebt. Bis heute unterrichten führende Musiker des Gewandhausorchesters an der Hochschule.
Gewandhausorchester und HMT Leipzig verbindet das Ziel, hochbegabten musikalischen Nachwuchs für eine Tätigkeit in einem Spitzenorchester vorzubereiten, verbunden mit dem Wunsch der Weitergabe und Pflege des eigenen Klangideals sowie der traditionellen Spielkultur des Gewandhausorchesters. Die auf zwei Jahre angelegte Mendelssohn-Orchesterakademie bietet den Akademisten neben der Möglichkeit zur Mitwirkung an Orchesterkonzerten in Gewandhaus, Oper, Thomaskirche und auf Tourneen, Kammermusikunterricht an der HMT Leipzig.

## Auszeichnungen
- 2018 – Opus Klassik in der Kategorie Orchester des Jahres für das Album Bruckner: Symphony No. 3 – Wagner: Tannhäuser Overture[24]